# Катастрофа Boeing 707 в Бомбее
Катастрофа Boeing 707 в Бомбее — авиационная катастрофа, произошедшая во вторник 22 июня 1982 года в Бомбее с Boeing 707-437 компании Air-India, при этом погибли 17 человек.

## Самолёт
Boeing 707-437 с бортовым номером VT-DJJ (заводской — 17723, серийный — 100) был выпущен The Boeing Company 27 января 1960 года. На нём были установлены 4 турбовентиляторных двигателя Rolls-Royce 508 Conway. 19 февраля самолёт был передан заказчику — индийской авиакомпании Air-India International (позже переименована в Air-India), где ему присвоили имя अन्नपूर्णा १ (Аннапурна). В истории авиакомпании это был первый реактивный авиалайнер, а 14 мая того же года [1960] он начал совершать рейсы в Нью-Йорк через Лондон. Впоследствии самолёт был переименован в गौरी शंकर (Гаури-Шанкар).

## Катастрофа
Самолёт выполнял пассажирский рейс AI403 из Сингапура в Бомбей с промежуточными посадками в Куала-Лумпуре и Мадрасе. По всему маршруту полёт был выполнен без существенных отклонений, и с 12 членами экипажа и 99 пассажирами на борту рейс 403 заходил на посадку в Бомбее. В Бомбее шёл дождь, когда авиалайнер жёстко приземлился на полосу, после чего из-за аквапланирования его развернуло влево с одновременным отскоком. Командир принял решение уходить на второй круг и увеличил режим двигателей, но не успел выпрямить самолёт. Авиалайнер выехал в дренажную канаву, после чего шасси разрушились, а хвостовая часть фюзеляжа отделилась, вызвав пожар. Из находящихся на борту 111 человек в происшествии погибли 17: 2 бортпроводника и 15 пассажиров.

## Причины
Причиной происшествия послужила ошибка второго пилота, который за 12 секунд до первого касания преждевременно снизил режим работы двигателей, хотя ещё не была пройдена высота 1300 футов (396 метров). Это привело к увеличению вертикальной скорости снижения, а затем и жёсткой посадке.